# はくちょう座κ流星群
はくちょう座κ（カッパ）流星群 (Kappa Cygnids) は、8月3日から8月25日までに見られる流星群である。この間、ZHRで3程度の流星が観測される。放射点ははくちょう座のκ星の北方向5度にあって、わずかに移動する。